# Церковь в честь Смоленской иконы Божией Матери «Одигитрия»
Церковь в честь Смоленской иконы Божией Матери «Одигитрия» (Смоленский собор) — православный храм в посёлке Выездное Нижегородской области. Относится к Арзамасскому благочинию Нижегородской епархии Русской православной церкви.

## История
К началу XIX века в Выездной слободе было две каменных церкви: во имя Рождества Христова с пределами во имя святителя Николая Чудотворца и пророка Илии, и во имя Смоленской иконы Божией Матери с пределами во имя святителя Димитрия Ростовского и святых мучеников Флора и Лавра (от ансамбля уцелела шатровая колокольня 1721 года постройки). Церкви были ветхими, и прихожане ходатайствовали перед епископом Нижегородским и Арзамасским о разрешении построить вместо двух храмов новый каменный во имя Смоленской иконы Божией Матери. Разрешение было получено из Нижегородской Духовной Консистории 29 мая 1803 года. Новый храм строился 12 лет. Это была самая большая сельская приходская церковь в Нижегородской губернии того времени.
Организовал постройку нового храма крестьянин Иван Васильевич Гостьков, прослуживший ктитором 26 лет. Будучи человеком бездетным, он все свои средства отдал на возведение храма. Но, так как их было недостаточно, он нашёл себе компаньона, крестьянина этого же села Ивана Никифоровича Чеснокова, имевшего значительный капитал. Они составили компанию и устроили кожевенный завод с условием, что всю прибыль от предприятия будут употреблять на постройку церкви. Строительству храма деньгами помогали и другие жители Выездной слободы. Богатый вклад внес и владелец села Михаил Салтыков.
Внутри собор украшали живописцы из Москвы и ученики ступинской школы. Роспись выполнена клеевыми красками на евангельские сюжеты. Главное украшение собора — картина «Распятие» в алтаре. По мнению искусствоведов, работа принадлежит кисти знаменитого испанского художника XVII века Бартоломе Эстебана Мурильо (1618—1682). По легенде, предыдущий владелец Выездного, граф Василий Салтыков, во время службы посланником во Франции в 1770 году проезжал через Саксонию и получил в дар от дочери саксонского курфюрста картину «Распятие», оцененную в то время в 14 000 рублей серебром.
Из уважения к заслугам Ивана Гостькова как ктитора и храмосоздателя Салтыков освободил его из крепостной зависимости, а епископ Нижегородский и Арзамасский, совершавший освящение храма в 1815 году, выразил особую архипастырскую признательность за его труды. На могиле Гостькова, который покоится при церкви, поставлен чугунный памятник, на котором отлиты стихи священника села Петра Терновского.
Смоленская церковь была закрыта 30 июля 1941 года по решению Горьковского Облсовета и передана в распоряжение Заготзерно под зернохранилище. 25 марта 1942 года, благодаря настойчивым просьбам верующих, церковному совету выдали справку с разрешением открыть Смоленскую церковь. Однако, по решению властей зимняя половина храма оставалась за Арзамасским заготпунктом под глубинный склад зерна. На собрании членов приходского совета в Арзамасе 24 августа 1942 года было постановлено внести в фонд обороны единовременно 50 тысяч рублей и производить дальнейшие периодические платежи по примеру общин верующих города Горького. Этот аргумент убедил власти и осенью 1943 года церковь была возвращена Нижегородской епархии полностью.
30 августа 1960 года Смоленская церковь получила статус памятника архитектуры и была поставлена на государственную охрану.
В 2007 году Смоленский собор и входящая в его ансамбль колокольня стали объектами культурного наследия федерального значения.
С 2010 года при Смоленском соборе начал работу филиал епархиального волонтерского движения «От сердца к сердцу», священники и прихожане регулярно посещают детей-отказников в Центральной городской больнице Арзамаса.

## Архитектура
Большой кирпичный храм в стиле классицизма. Крупная четырёхстолпная пятикупольная постройка с трапезной, украшенная портиками. В главном храме Ильинский и Фроло-Лаврский приделы, в трапезной — Рождество-Богородицкий и Никольский. Отдельно стоящая столпообразная шатровая колокольня осталась от предшествовавшего каменного Рождество-Богородицкого храма, выстроенного в 1721 году.

## Священнослужители
- XIX век — Петр Терновский, священник
- 1860-е годы — Николай Сахаров, священник, прадед академика Андрея Сахарова
- до 1937 года — Серафим Кондрашев, иерей, расстрелян 1 ноября 1937 г.
- до 1937 года — Александр Смирнов, иерей, расстрелян 1 ноября 1937 г.